# ریو-۹
ریو-۹ یا رِو-۹ (به انگلیسی: Rev-9) یکی از شخصیت‌های سری نابودگر است. او شخصیت منفی فیلم نابودگر سرنوشت تاریک است. ایفاگر این شخصیت گابریل لونا می‌باشد.

## حضور در فیلم‌ها

### نابودگر: سرنوشت تاریک
ریو-۹ (با بازی گابریل لونا) از آینده و از طرف لژیون برای قتل دنیلا راموس(ناتالیا ریس) ارسال می‌شود. او موفق به قتل پدر دنیلا می‌شود و به محل کار دنیلا می‌رود. سعی می‌کند دنیلا را به قتل برساند اما گریس(مک کنزی دیویس)با او مقابله می‌کند و پس از تعقیب و گریز برادر دنیلا نیز به قتل می‌رسد. گریس و دنیلا در دست ریو-۹ گرفتار می‌شوند اما سارا کانر(لیندا همیلتون)با ریو-۹ مقابله کرده و دنیلا و گریس فرار می‌کنند. سرانجام گریس و سارا با کمک نابودگر(آرنولد شوارتزنگر) موفق به نابودی ریو-۹ می‌شوند اما در این راه نابودگر و گریس از بین می‌روند و سارا با دنیلا می‌رود تا او را در آینده با مقابله با نابودگرها آماده کند.

## توانایی‌ها

ویژگی اصلی ریو-۹ امکان تقسیم فلزی مایع بیرونی و اسکلت درونی آن به دو واحد مجزا است. علاوه بر این، قابلیت‌های اساسی مشابه نابودگر ایجاد شده توسط اسکای نت را قبل از تخریب آن دارد. او مانند تی-۱۰۰۰ قادر به شکل دهی به شکل ظاهری هر کسی است که لمس می‌کند و می‌تواند بازوهای خود را شکل دهد تا سلاح‌های خاتمه دهنده و اشکال دیگر مانند قلاب برای مقیاس گذاری سطوح عمودی شکل دهد. ریو-۹ کنترل بیشتری روی ترکیب خود نسبت به تی-۱۰۰۰ نشان می‌دهد و به این وسیله امکان استفاده از پلی آلیاژ خود را در مدل‌های مبتکرانه و سازگارتر می‌دهد. همچنین نشان داده شده‌است که اسکلت درونی او فرم بدنی خود را تنظیم می‌کند تا به صورت غیرانسانی خم شود. ریو-۹ همچنین یک آکروبات ماهر است که قادر به جهش بسیار خوبی است و با سهولت بر روی سطوح صعود می‌کند.